# Варненски театър и музика
„Варненски театър и музика“ или „Театър и музика“ е българско списание.
Издава се от Варненската благотворителна оперетно-драматична дружба през 1920 г. Списанието е двуседмично. Издадени са общо 15 броя.